# Gornji Orahovac, Kotor
Gornji Orahovac este un sat din comuna Kotor, Muntenegru. Conform datelor de la recensământul din 2003, localitatea are 36 de locuitori (la recensământul din 1991 erau 35 de locuitori).

## Demografie
În satul Gornji Orahovac locuiesc 27 de persoane adulte, iar vârsta medie a populației este de 37,8 de ani (38,2 la bărbați și 37,4 la femei). În localitate sunt 12 gospodării, iar numărul mediu de membri în gospodărie este de 3,00.
Această localitate este populată majoritar de sârbi (conform recensământului din 2003).
|  |

| Demografie | Demografie | Demografie |
| An         | Locuitori  | Locuitori  |
| ---------- | ---------- | ---------- |
|            |            |            |
|            |            |            |
|            |            |            |
|            |            |            |
| 1948       | 78         |            |
| 1953       | 71         |            |
| 1961       | 58         |            |
| 1971       | 39         |            |
| 1981       | 13         |            |
| 1991       | 35         | 35         |
| 2003       | 36         | 36         |

| \| Componența etnică conform recensământului din 2003[2] \| Componența etnică conform recensământului din 2003[2] \| Componența etnică conform recensământului din 2003[2] \| Componența etnică conform recensământului din 2003[2] \| Componența etnică conform recensământului din 2003[2] \| \| ----------------------------------------------------- \| ----------------------------------------------------- \| ----------------------------------------------------- \| ----------------------------------------------------- \| ----------------------------------------------------- \| \| \| \| \| \| \| \| Sârbi \| Sârbi \| \| 28 \| 77,77% \| \| Muntenegreni \| Muntenegreni \| \| 4 \| 11,11% \| \| necunoscută \| necunoscută \| \| 0 \| 0% \| |              |  |    |        |
| Componența etnică conform recensământului din 2003 |              |  |    |        |
| |              |  |    |        |
| Sârbi | Sârbi        |  | 28 | 77,77% |
| Muntenegreni | Muntenegreni |  | 4  | 11,11% |
| necunoscută | necunoscută  |  | 0  | 0%     |